# پاریس برلک
پاریس بِرِلک (به انگلیسی: Paris Berelc) یک بازیگر و مدل آمریکایی است.
از فیلم‌های و برنامه‌هایی که او در آن ایفای نقش کرده می‌توان به موش‌های آزمایشگاهی: نیروی نخبگان، پزشکان قهرمان، هالووین هیوبی، دختر قد بلند و خواهر نامرئی اشاره کرد.

## زندگی
برلک نیمی از تبار فیلیپینی است. وی در ۹ سالگی توسط فورد مودلز کشف شد و در آگهی‌های تبلیغاتی کولز، فروشگاه بوستون، سیرز و کی-مارت بازی کرد. وی در جلد مجله «دختر آمریکایی» در نوامبر/دسامبر سال ۲۰۰۹ ظاهر شد. در سال ۲۰۱۰، در سن دوازده سالگی، برلک اولین کلاسهای بازیگری خود را در استودیوی بازیگری شیکاگو گذراند. دو سال بعد، والدین برلک تصمیم گرفتند او را به لس آنجلس ببرند تا بازیگری را به صورت حرفه ای امتحان کند. او فعالیت بازیگری حرفه ای خود را در سال ۲۰۱۳ و در چهارده سالگی آغاز کرد.
در اوایل سال ۲۰۱۳، برلک به عنوان اسکایلر استورم در مجموعه تلویزیونی دیزنی اکس‌دی، پزشکان قهرمان ایفای نقش کرد.